# Сан-Диего-де-ла-Унион
Сан-Диего-де-ла-Унион (исп. San Diego de la Unión) — город и административный центр одноимённого муниципалитета в мексиканском штате Гуанахуато. Численность населения, по данным переписи 2010 года, составила 7116 человек.

## История
Город был основан Мануэлем Мария де Торресом 30 ноября 1719 года как посёлок Бискочо. В 1875 году он получает статус города и современное название.